# Mihael II. Amorijec
Mihael II. (grško Μιχαήλ Β [Mihaēl II]) z vzdevkom Amorijec ali  Jecljavec  je bil cesar Bizantinskega cesarstva, ki je kot prvi iz Amorijske (ali Frigijske)  dinastije  vladal  od decembra 820 do svoje smrti 2. oktobra 829, * 870, Amorij, Frigija, † 2. oktober 829, Konstantinopel, Bizantinsko cesarstvo.
Bil je vojak, ki je skupaj s svojim kolegom in bodočim cesarjem  Leonom V. Armencem  (vladal 813-820) dosegel visok vojaški položaj.  Leonu je pomagal strmoglaviti cesarja Mihaela I. Rangaba in zasesti njegovo mesto. Njuno prijateljstvo se je kasneje razdrlo in  Leon je Mihaela obsodil na smrt. Mihael je iz ječe organiziral zaroto, v kateri so za Božič leta 820 Leona umorili. 
Mihael se je moral takoj po razglasitvi za cesarja soočiti z dolgotrajnim uporom Tomaža Slovana, ki bi ga skoraj stal prestola in je bil dokončno zatrt šele spomladi 824. Kasnejša leta njegove vladavine sta zaznamovala dva velika vojaška poraza, ki sta imela daljnosežne posledice. Prvi je bil začetek arabskega osvajanja Sicilije, drugi pa saracenska osvojitev Krete. Doma je podpiral in utrdil uradni ikonoklazem, ki se je ponovno začel med vladavino Leona V..

## Življenjepis

### Vojaška kariera
Mihael je bil rojen v družini profesionalnih kmetov-vojakov, ki so za svojo vojaško službo od države  dobili zemljo. Družina je pripadala judovsko-krščanski sekti atinžanov, Kapadočanov, ki so privzeli judovsko obredje. Atinžani so imeli v Mali Aziji veliko pristašev in so v tistem času skupaj z Grki in Armenci tvorili hrbtenico bizantinske vojske.
Mihaelovo prvo veliko napredovanje je bil položaj pribočnika (spatharios) generala Bardana Turka, ki sta ga imela tudi njegov bodoči  nasprotnik in cesar  Leon Armenec in uzurpator Tomaž Slovan. 
Poročil se je z Bardanovo hčerko Teklo, z drugo pa se je poročil Leon.  Kmalu po Bardanovem uporu proti cesarju Nikiforju I. Logotetu sta ga oba zeta zapustila in bila zato nagrajena z višjima  poveljniškima položajema. Mihael je bil imenovan za cesarjevega gospodarja šotora (komēs tēs kortēs). Leta 813 je sodeloval v Leonovem strmoglavljenju  cesarja Mihaela I. Rangaba, ki je bilo posledica njegovih stalnih vojaških porazov z Bolgari,  in bil zato imenovan za poveljnika elitne tagme ekskubitorjev.  
Po Leonovi ločitvi od Mihaelove svakinje je postal nezadovoljen. Na Božični večer leta 820 ga je Leon V. obtožil, da kuje zaroto, ga aretiral in obsodil na smrt. Izvršitev sodbe je odložil do naslednjega dne. Mihael je iz ječe zagrozil soudeležencem v zaroti, da jih bo izdal, zato so ga  osvobodili in pri božični maši v dvorni kapeli sv. Štefana Leona V. ubili.

### Vladanje
Mihaela  so takoj razglasili za cesarja, čeprav je imel noge še v okovih. Patriarh Teodot I. Konstantinopelski ga je še isti dan kronal.
Podpiral je ikonoklazem, vendar je po tihem  spodbujal spravo z ikonoduli. Ustavil je njihovo preganjanje in jim dovoliv vrnitev iz izgnanstva. Med tistimi, ki so se vrnili, sta bila tudi nekdanji konstantinopelski patriarh Nikifor in Teodor Studit, kateremu ni uspelo prepričati cesarja, naj opusti ikonoklazem. Ena od redkih žertev Mihaelovih politike je bil kasnejši patriarh Metodij I.. 
Mihaelov vzpon na prestol je vzbudil apetite njegovega nekdanjega sobojevnika Tomaža Slovana,  ki se je v Mali Aziji razglasil za rivalskega cesarja, uspešno premestil svojo vojsko v Trakijo in začel decembra 821 oblegati Konstantinopel. Tomaž ni imel podpore nekaterih maloazijskih tem, imel pa je podporo vojne mornarice, ki mu je omogočila sklenitev tesnega obroča okoli Konstantinopla. V iskanju podpore prebivalcev se je predstavljal kot  branilec revnih in obljubljal, da bo znižal davke. Sklenil je zavezništvo z abasidskim kalifom Al Mamunom in dosegel, da ga je antioški patriarh Job kronal za cesarja.
Mihael II. je dobil podporo in pomoč bolgarskega kana Omurtaga in Tomaža prisilil, da je spomladi 823 prekinil obleganje.  Kasneje je sam oblegal Tomaža v Arkadiopolu (Lüleburgaz) in ga oktobra prisilil k vdaji. 
Vojska, ki jo je nasledil, je bila resno oslabljena in ni mogla preprečiti osvojitve Krete, ki so ga  leta 824 izvedli Arabci z 10.000 možmi in 40 ladjami. Propadel je tudi poskus ponovne osvojitve otoka leta 826. Leta 827 so Arabci napadli še Sicilijo, izkoristili lokalne spore in oblegali Sirakuze.

### Družina
Mihael II. je imel z ženo Teklo sina in naslednika Teofila. Po njeni smrti se je poročil z Eufrozino, hčerko cesarja Konstantina VII. in Marije Amnijske. Poroka naj bi utrdila Mihaelov cesarski položaj, vendar je naletela na nasprotovanje duhovščine, ker je bila Eufrozina pred poroko nuna. 

## Zapuščina
Zaradi svojega judovsko-krščanskega porekla med pravoslavno duhovščino ni bil ravno priljubljen. Duhovščina ga je prikazovala kot nevednega in neizobraženega kmeta, čeprav je bil kompetenten državnik in administrator. V Bizantinsko cesarstvo je po več generacijah vnesel stabilnost in začel obnavljati bizantinsko vojsko. Sistem, ki ga je uvedel v državno upravo in vojsko, je omogočil cesarstvu, da je pod njegovim vnukom Mihaelom III. doseglo premoč v bojih z Abasidi in se zoperstavilo vsem spremembam v dvornem življenju. Njegovi nasledniki iz Amorijske dinastije, ki se je nadaljevala s tako imenovana  Makedonsko dinastijo, so vladali več kot dve stoletji in ustoličili bizantinsko renesanso 9. in 10. stoletja.

## Sklic
1. ↑  Find a Grave — 1996.
2. ↑  J. Norwich.  Byzantium: The Apogee, str. 37.

## Vira
- The Oxford Dictionary of Byzantium, Oxford University Press, 1991.
- Chisholm, Hugh, urednik (1911). Encyclopædia Britannica (11. izdaja). Cambridge University Press, ki je v javni lasti.

| Mihael II. Amorijec Amorijska dinastija Rojen: 770 Umrl: 2. oktober 829 |                                       |                   |
| Vladarski nazivi                                                        |                                       |                   |
| Predhodnik: Leon V.                                                     | Cesar Bizantinskega cesarstva 820–829 | Naslednik: Teofil |